# Bulbophyllum vanessa
Bulbophyllum vanessa är en orkidéart som beskrevs av George King och Robert Pantling. Bulbophyllum vanessa ingår i släktet Bulbophyllum och familjen orkidéer. Inga underarter finns listade i Catalogue of Life.